# Texas A&M University Women's Volleyball
La Texas A&M University Women's Volleyball è la squadra pallavolo femminile appartenente alla Texas A&M University, con sede a College Station (Texas): milita nella Southeastern Conference della NCAA Division I.

## Storia
Il programma di pallavolo femminile della Texas A&M University viene fondato nel 1975 dall'allenatrice Laura Kitzmiller, venendo affiliato alla Southwest Conference. Nel 1978 la squadra viene affidata a Dave Schakel, che resta in carica anche l'anno dopo, affiancato dalla rientrante Kitzmiller, ma entrambi vengono sostituiti nel 1980 da Terry Condon: durante questo periodo le Aggies affrontano l'ingresso nella neonata NCAA Division I, qualificandosi alla post-season già nella sua prima edizione, dove si spingono alla Sweet Sixteen, ripetendosi nel 1985, dopo due eliminazioni al primo turno.
Dopo la gestione scevra di risultati di rilievo di Al Givens, il programma passa nelle mani di Laurie Corbelli: dopo il suo arrivo, le Aggies, a cavallo degli anni novanta, si qualificano ogni anno alla post-season, raggiungendo due volte la Sweet Sixteen e per la prima volta la Elite Eight nel 1999; inoltre, sempre in questo periodo, si trasferiscono nella Big 12 Conference. All'inizio del nuovo millennio raccolgono altre cinque partecipazioni consecutive al torneo NCAA, bissando il miglior risultato della propria storia nel 2001, quando raggiungono nuovamente la Elite Eight, dopo il quale ottengono risultati alterni, centrando ancora diverse qualificazioni in post-season, culminate però sempre con eliminazioni ai primi due turni; ciò nonostante, nel 2015 vincono il primo titolo di conference della propria storia, laureandosi campionesse della Southeastern Conference, alla quale si erano affiliate tre anni prima.
Nel 2018 si conclude l'era Corbelli con l'arrivo in panchina di Laura Kuhn. 

## Record
| Piazzamento          |    | Edizione                                                                           |
| -------------------- | -- | ---------------------------------------------------------------------------------- |
| Tornei NCAA          | 27 | Elite Eight: 2 1999, 2001                                                          |
| Tornei NCAA          | 27 | Sweet Sixteen: 8 1981, 1985, 1995, 1997, 2003, 2009, 2019, 2024                    |
| Tornei NCAA          | 27 | Secondo turno: 11 1993, 1994, 1996, 1998, 2000, 2002, 2004, 2001, 2012, 2013, 2015 |
| Tornei NCAA          | 27 | Primo turno: 6 1982, 1986, 2005, 2014, 2016, 2023                                  |
| Titoli di conference | 1  | Southeastern Conference: 1 2015                                                    |

## Conference
- Southwest Conference: 1975-1995
- Big 12 Conference: 1996-2011
- Southeastern Conference: 2012-

## All-America

### First Team
- Amber Woolsey (1999)
- Jenna Moscovic (2001)
- Laura Jones (2005)

### Second Team
- Sherri Brinkman (1984, 1985)
- Stacy Sykora (1997, 1998)
- Melissa Munsch (2003)
- Laura Jones (2004)
- Jazzmin Babers (2015)
- Hollann Hans (2019)
- Logan Lednicky (2024)

### Third Team
- Melissa Munsch (2004)
- Sarah Ammerman (2009)

## Allenatori
- Laura Kitzmiller: 1975-1977
- Dave Schakel: 1978
- Dave Schakel/Laura Kitzmiller: 1979
- Terry Condon: 1980-1985
- Al Givens: 1986-1992
- Laurie Corbelli: 1993-2017
- Laura Kuhn: 2018-